# تنریف ۱۳۹۹
سیارک ۱۳۹۹ (به انگلیسی: 1399 Teneriffa، نامگذاری:1936QY) هزار و سیصد و نود و نهمین سیارک کشف شده‌است که در ۲۳ اوت ۱۹۳۶ و در هایدلبرگ کشف شد.
قدر مطلق سیارک برابر ۱۳٫۸۰ است.